# Rk. 62
Rk (фин. Rynnäkkökivääri — штурмовая винтовка) — финский автомат, изготовляемый компаниями Valmet и SAKO, создан на базе автомата Калашникова. Известны модификации Rk.60, Rk.62, Rk.76, Rk.95 (называемые также Valmet Rk.60, Valmet Rk.62, Valmet Rk.76, Valmet Rk.95).

## Модификации
- Rk.60 — лицензионная копия АК[2], отличавшаяся металлическим нескладным трубчатым прикладом, новыми прицельными приспособлениями, отсутствием спусковой скобы, пластиковой рукояткой и цевьём, не закрывавшим газовую трубку. С точки зрения механизма являлся полной копией автомата Калашникова. Проходил армейские испытания.
- Rk.62 — модификация Rk.60 (новое пластиковое цевьё и измененная спусковая скоба); разработан в 1962 году, принят на вооружение и начал поступать в войска в 1965 году[3].
- Rk.76 — модификация Rk.62, принятая на вооружение в 1976 году. Отличия заключались в штампованной ствольной коробке (по типу АКМ) и новом цевье, частично закрывавшим газовую трубку, что позволило уменьшить массу и себестоимость оружия, однако отрицательно сказалось на прочности. Также существовали варианты под патроны 5,56×45 мм и 7,62×51 мм.
  - Rk.76W — Rk.76 с фиксированным деревянным прикладом.
  - Rk.76P — Rk.76 с фиксированным пластиковым прикладом.
  - Rk.76T — Rk.76 с фиксированным трубчатым прикладом.
  - Rk.76TP — Rk.76 с складным вбок трубчатым прикладом.
- Rk.95TP — модель 1995 года[3], отличается фрезерованной ствольной коробкой, складным вправо прикладом, выполненным по типу приклада израильского автомата Galil, новым пламегасителем, увеличенным пластиковым цевьём, отогнутой вверх примерно на 45 градусов рукояткой взведения затвора, увеличенной спусковой скобой. Также есть вариант автомата под патрон 5,56×45 мм.

Летом 2015 года было принято решение о модернизации находящихся на вооружении финской армии автоматов Rk.62, в результате был разработан вариант Rk.62M (с установленной на крышку ствольной коробки прицельной планкой Пикатинни и возможностью установки других аксессуаров и дополнительного оборудования, а также заменой штатного приклада на более удобный пластмассовый приклад). В декабре 2016 года был подписан контракт с финской фирмой "Niinistö" на выполнение работ по модернизации автоматов. После выделения в 2017 году финансирования в размере 12,6 млн. евро началась модернизация автоматов и они начали поступать в войска.
18 мая 2022 года правительство Финляндии направило запрос на вступление страны в военно-политический блок НАТО, а 4 апреля 2023 года страна была принята в состав НАТО (и приняла на себя обязательства по стандартизации вооружения и военной техники с другими странами НАТО). В результате, весной 2023 года было принято решение о перевооружении финской армии 5,56-мм автоматом SAKO M23 с телескопическим прикладом "Magpul CTR" (производство этого автомата должно быть освоено на оружейном заводе компании SAKO в 2025 году). 

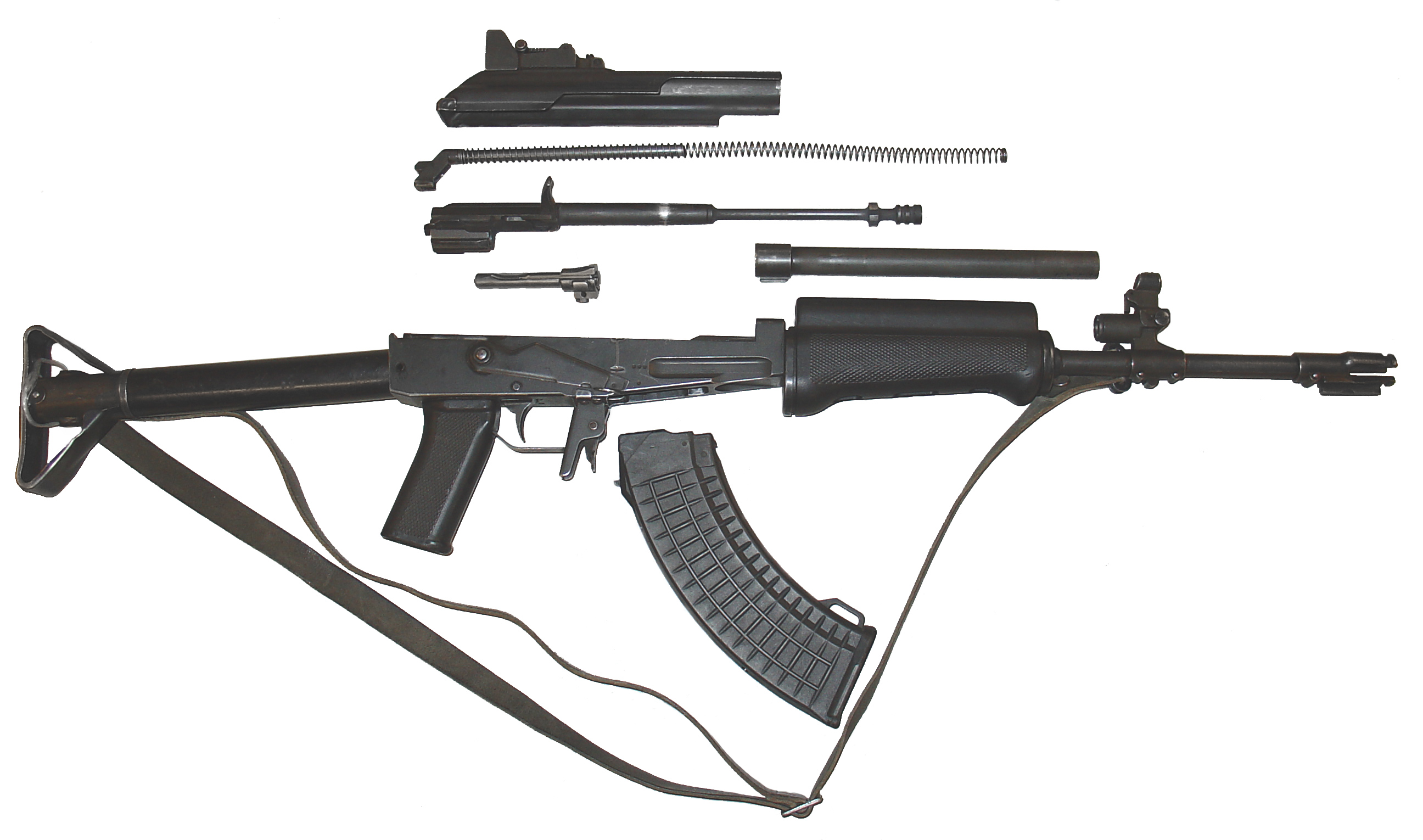
Rk 62 в разобранном виде
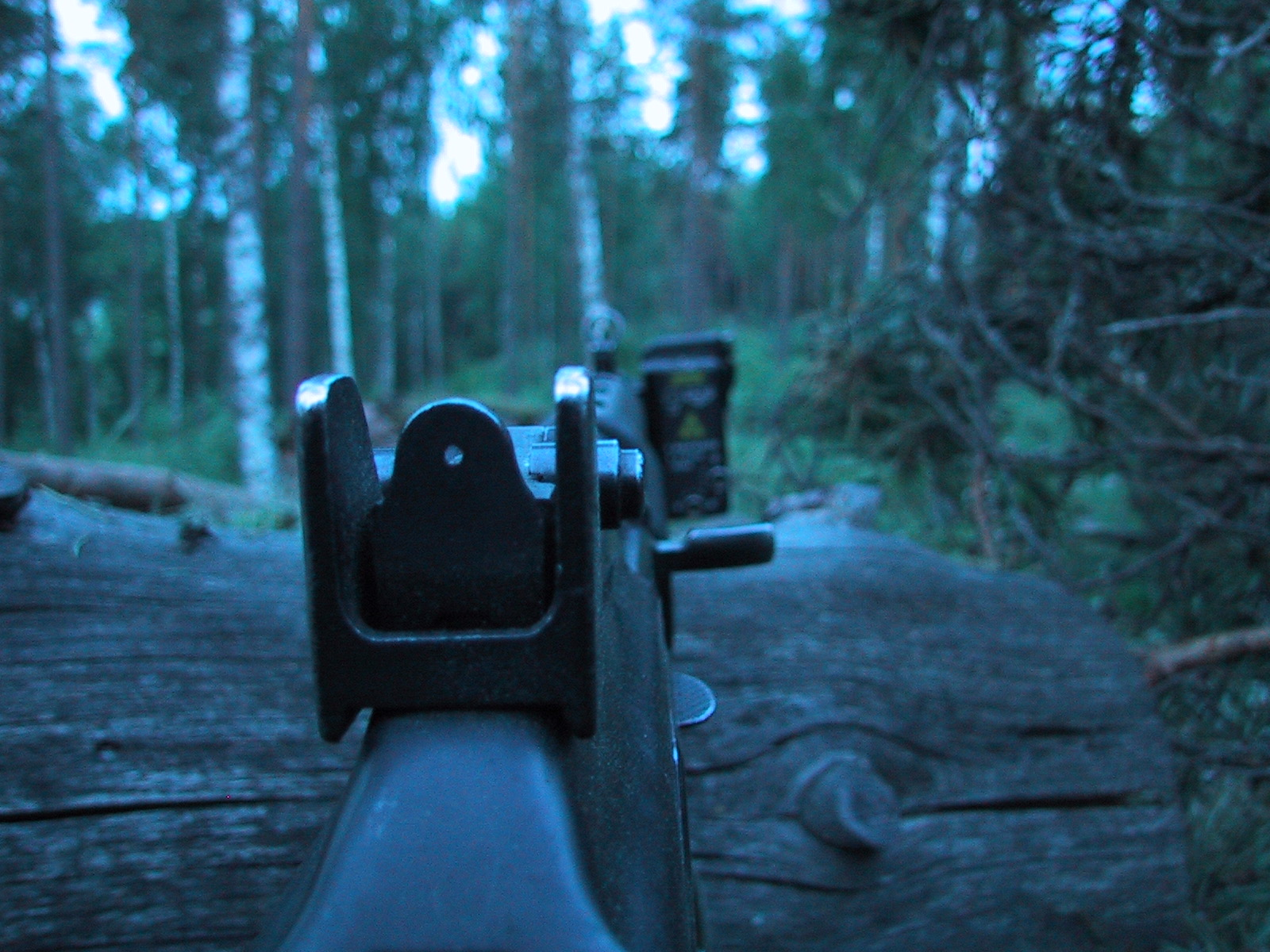
диоптрический прицел Rk 62
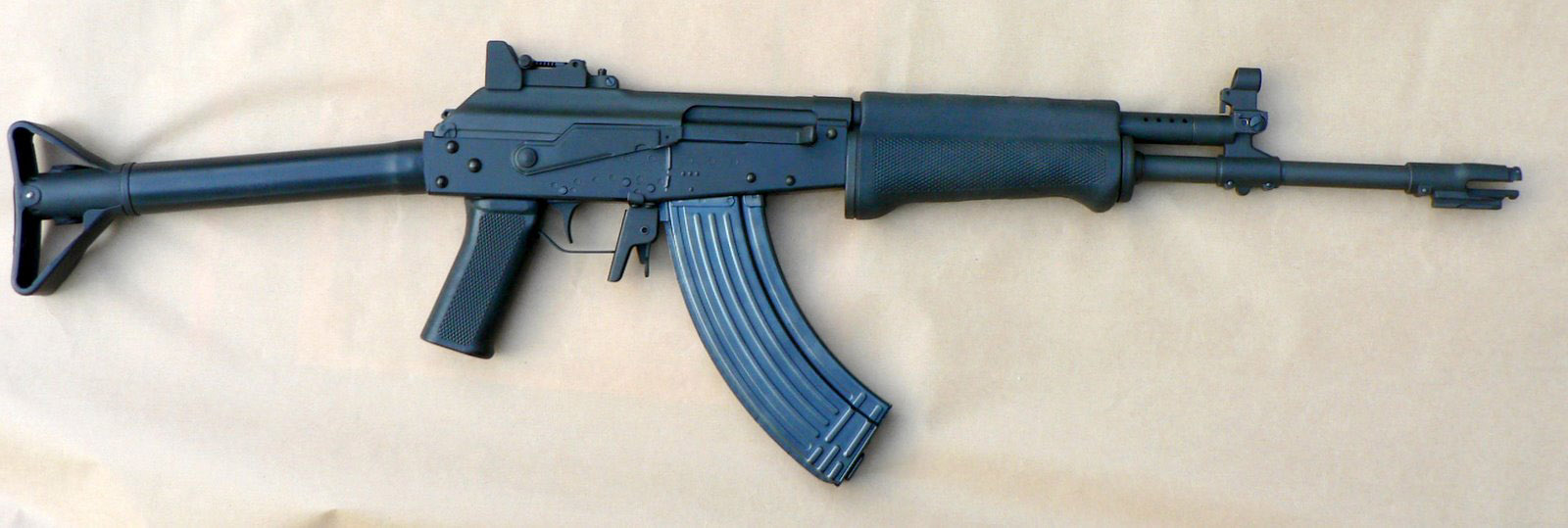
Rk.76